# Handylogo
Ein Handylogo ist eine umgangssprachliche Bezeichnung für eine grafische oder textuelle Darstellung eines Logos oder eines Produktschriftzuges auf einem  Mobiltelefon. Hierbei wird – abweichend von dieser Bezeichnung – allgemein zwischen dem Netzschriftzug (Textlogo) und einem Hintergrundbild (Bildlogo) unterschieden.

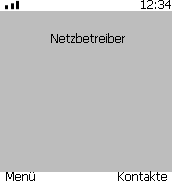
Eine Handyanzeige. Die grau unterlegte Fläche kann für ein Hintergrundbild genutzt werden.

## Netzschriftzug („Betreiberlogo“)
Der Netzschriftzug (im Bild: „Netzbetreiber“) ist der Text, der das empfangene Netz oder ein Produkt des empfangenen Netzes bezeichnet. Bei einem Netzanbieter ist dies meistens der Name. Gelten für bestimmte Gebiete andere Tarife (z. B. eine „Home Zone“, ein Gebiet, welches vom Netzbetreiber für den Einzelkunden als Heimbereich verwaltet wird), wird dies meistens zusätzlich neben dem Netzschriftzug angezeigt (im Bild wäre dies „Netzbetreiber Home“).

Der Netzschriftzug kann durch eine Grafik ersetzt werden.

Der Netzschriftzug kann auf den meisten Mobiltelefonen durch eine Grafik ersetzt werden. Zahlreiche Mobilfunkzubehördienste (wie Jamba! oder zed) haben Grafiken zu diesem Zweck im Angebot, jedoch ist die Nutzung dieser Dienste kostenpflichtig.

## Hintergrundbilder (Mobiltelefone)
Auf modernen Mobiltelefonen mit Vielfarbanzeige kann ein Hintergrundbild definiert werden. Diese liegen meist im GIF- oder JPG-Format vor und können per Datenkabel, Bluetooth, GPRS, UMTS oder der Nutzung von WAP auf das Mobiltelefon geladen und dann vom Benutzer als Hintergrundbild definiert werden. Mobilfunkzubehördienste wie Jamba! bieten auch hier zahlreiche Grafiken kostenpflichtig an.

## Bezug und Vertrieb
Die Mobilfunkzubehördienste verwenden zum Vertrieb ihrer Angebote die Mobilfunktechnik. Der Nutzer fordert ein Angebot meistens per SMS mit einem Codewort an, das an eine spezielle Kurzwahlnummer mit teilweise besonderen Tarifen gesendet werden muss. Für Betreibergrafiken antwortet der Anbieter meistens mit einer SMS, die die gewünschte Grafik enthält. 
Hintergrundbilder werden üblicherweise per WAP bezogen. Nach Anfrage per SMS erhält der Nutzer einen Link, der zum Download der gewünschten Grafik führt. Hierbei fallen unter Umständen neben den Kosten für die Grafik auch Verbindungskosten an.

## Urheberschutz
Laut einem Urteil des Hanseatischen Oberlandesgerichtes vom 25. Februar 2004 (Aktenzeichen 5 U 137/03) sind Handylogos nicht urheberrechtlich geschützt, weil ihre Schöpfungshöhe nicht ausreiche, um als Werk im Sinne des Urheberrechts zu gelten. Ausnahmen bestehen, falls Marken- oder Persönlichkeitsrechte betroffen sind.
Handylogos können also von jedermann frei verbreitet werden.

## Kritik
Anbieter kostenpflichtiger Handy-Extras stehen wegen der Gestaltung ihres Angebots unter Kritik. Der Kunde bestellt die gewünschten Medien meistens als Abonnement und muss für dieses Abonnement eine monatliche Gebühr entrichten. Umstritten war auch die Werbung der Anbieter, die mit zu klein geschriebenen, komplizierten Vertragsbedingungen und zugleich ablenkendem Werbeinhalt auf sich aufmerksam machten und viele Jugendliche zum bedenkenlosen Bezug der Angebote anregten.
Heute ist diese Form der Werbung gesetzlich beschränkt: In Deutschland darf zwischen 16.00 Uhr und 20.00 Uhr keine Werbung für Klingeltöne und ähnliche Handysoftware ausgestrahlt werden. Die Werbung muss für Kleinstkinder geeignet sein (darf nicht jugendgefährdend sein) und die Bedingungen müssen klar verständlich in einer auf allen Fernsehern lesbaren Schrift angegeben werden.